# Mołtajny
Mołtajny [mɔu̯ˈtai̯nɨ] (tiếng Đức Molthainen) là một ngôi làng thuộc khu hành chính của Gmina Barciany, thuộc huyện Kętrzyński, Warmińsko-Mazurskie, ở phía bắc Ba Lan, gần biên giới với Kaliningrad của Nga. Nó nằm khoảng 8 kilômét (5 mi)   phía bắc Barciany, 23 km (14 mi) phía bắc Kętrzyn và 79 km (49 mi) về phía đông bắc của thủ đô khu vực Olsztyn.
Trước năm 1945, khu vực này là một phần của Đức (Đông Phổ).
Ngôi làng có dân số 760 người.